# Lamont Young
Lamont Young (Nápoly, 1851. március 12. – Nápoly, 1929) olaszországi építész és városrendező, munkásságának nagy része a szülővárosához kötődik.

## Élete
Lamont Young Nápolyban született, Giacomo Enrico Young, skót földtulajdonos, aki Indiából Nápolyba költözött, és a Kalkuttában született Elisabetta Swinhoe fiaként. Motorrajongó volt, és az autók iránti szenvedélye arra ösztönözte, hogy akkori otthonában, 1906 februárjában hivatalosan létrehozza a Nápolyi Autóklubot. 1929-ben öngyilkosságot követett el a Villa Ebében, Pizzofalconéban.

## Pályája
Híres a Grifeo Park tervezéséről és építéséről az Aselmeyer-kastéllyal, a Margherita Park és Amedeo kerület néhány épületéről, a Villa Ebéről a Monte Echián (saját lakóhelye), és a Grenoble Intézet székhelyéről a via Crispin.
Ismert 1872-ben a Nápolyi metró első nagyvárosi vonalának tervéről (amely a művészi metróállomásokról emlékezetes) a Venezia kerületben és a csatornákból, kertekből és palotákból álló új város projektje (soha nem valósultak meg) alacsony népsűrűségű kerület lakóépületeiről.
Az új kerületnek a Santa Lucia és a Phlegrean között kellett volna emelkednie, amelyet a projekt egy utcai és csatornarendszerrel kívánt összekapcsolni, beleértve egy látványos alagútcsatornát, amely a Posillipo-hegy és a Fuorigrotta-hegy alatt haladt volna, átvezetve Bagnolihoz, rendkívüli előrelátással, európai léptékű, ideális idegenforgalmi és tengerparti üdülőhelyet alkotva.
„Pszeudo-viktoriánus” stílusát néha bírálták, hogy nem felel meg a város építészeti hagyományainak. Az 1880-as években részt vett a nápolyi városrendezési pályázaton (olaszul risanamento), viszont veszített egy sokkal drasztikusabb elképzeléseket felvonultató pályázat ellenében.
Előre látta a város közlekedési problematikáját, ami akkor már több európai nagyvárosban is jelentkezett, ennek érdekében földalatti villamost tervezett. Ugyanakkor ellenezte az óváros egyes részeinek lebontását új negyedek építésének céljából, inkább az elővárosi lakónegyed építésére fektette a hangsúlyt. A pályázat elutasításával viszont tervei nem valósulhattak meg.
Munkásságát erősen bírálták a hagyományos városképbe nem illő épületek tervezése miatt. Ma viszont vizionáriusnak és újítónak tartják. A városrendészeti pályázatra beadott tervei szolgálnak alapul az egyik nápolyi metrómegálló falainak díszítéseihez.

## Fordítás
Ez a szócikk részben vagy egészben  a   LamontYoung című olasz Wikipédia-szócikk ezen változatának fordításán alapul.  Az eredeti cikk szerkesztőit annak laptörténete sorolja fel. Ez a jelzés csupán a megfogalmazás eredetét és a szerzői jogokat jelzi, nem szolgál a cikkben szereplő információk forrásmegjelöléseként.